# رونه دانکه
رونه دانکه (آلمانی: Rune Dahmke؛ زادهٔ ۱۰ آوریل ۱۹۹۳) بازیکن هندبال اهل آلمان است.